# Wilhelm (berg)
Wilhelm (engelska: Mount Wilhelm, tyska: Wilhelmsberg) är det högsta berget i Papua Nya Guinea med sina 4 509 meter över havet. Berget ligger på ön Nya Guinea och är en del av Bismarckbergen och ligger på den plats där de tre provinserna Simbu, Western Highlands och Madang möts. Toppen är också känd som Enduwa Kombuglu i det lokala språket kuman.